# (12843) Ewers
(12843) Ewers es un asteroide perteneciente al cinturón de asteroides, región del sistema solar que se encuentra entre las órbitas de Marte y Júpiter.
Fue descubierto el 9 de abril de 1997 por el equipo del proyecto Spacewatch desde el observatorio Nacional de Kitt Peak.

## Designación y nombre
Designado provisionalmente como 1997 GH27, fue nombrado en honor de  Richard G. Ewers (n. 1946) es piloto de la División de Tripulación de Vuelo del Centro de Investigación de Vuelo Dryden de la NASA, Edwards, California. Tiene más de 9000 horas de experiencia de vuelo en todo tipo de aeronaves.

## Características orbitales
Ewers está situado a una distancia media del Sol de 2,478 ua, pudiendo alejarse hasta 2,773 ua y acercarse hasta 2,183 ua. Su excentricidad es 0,119 y la inclinación orbital 3,062 grados. Emplea 1424,98 días en completar una órbita alrededor del Sol.

## Características físicas
La magnitud absoluta de Ewers es 14,67. Tiene 3,769 km de diámetro y su albedo se estima en 0,197.